# Jindřich Leitner
Jindřich Leitner (* 11. září 1956) je profesor chemie na VŠCHT a badatel v oblasti fyzikální chemie. V roce 1980 absolvoval VŠCHT, obor fyzikální chemie, o sedm let později získal doktorát v oblasti fyzikální chemie, docentem se stal v roce 1993 ve stejném oboru a profesorem se stal v roce 2005. V posledních letech se zabývá fyzikální chemií malých částic, měřením a výpočty spalného tepla a chronickým seřizováním kalorimetru.